# Computador K

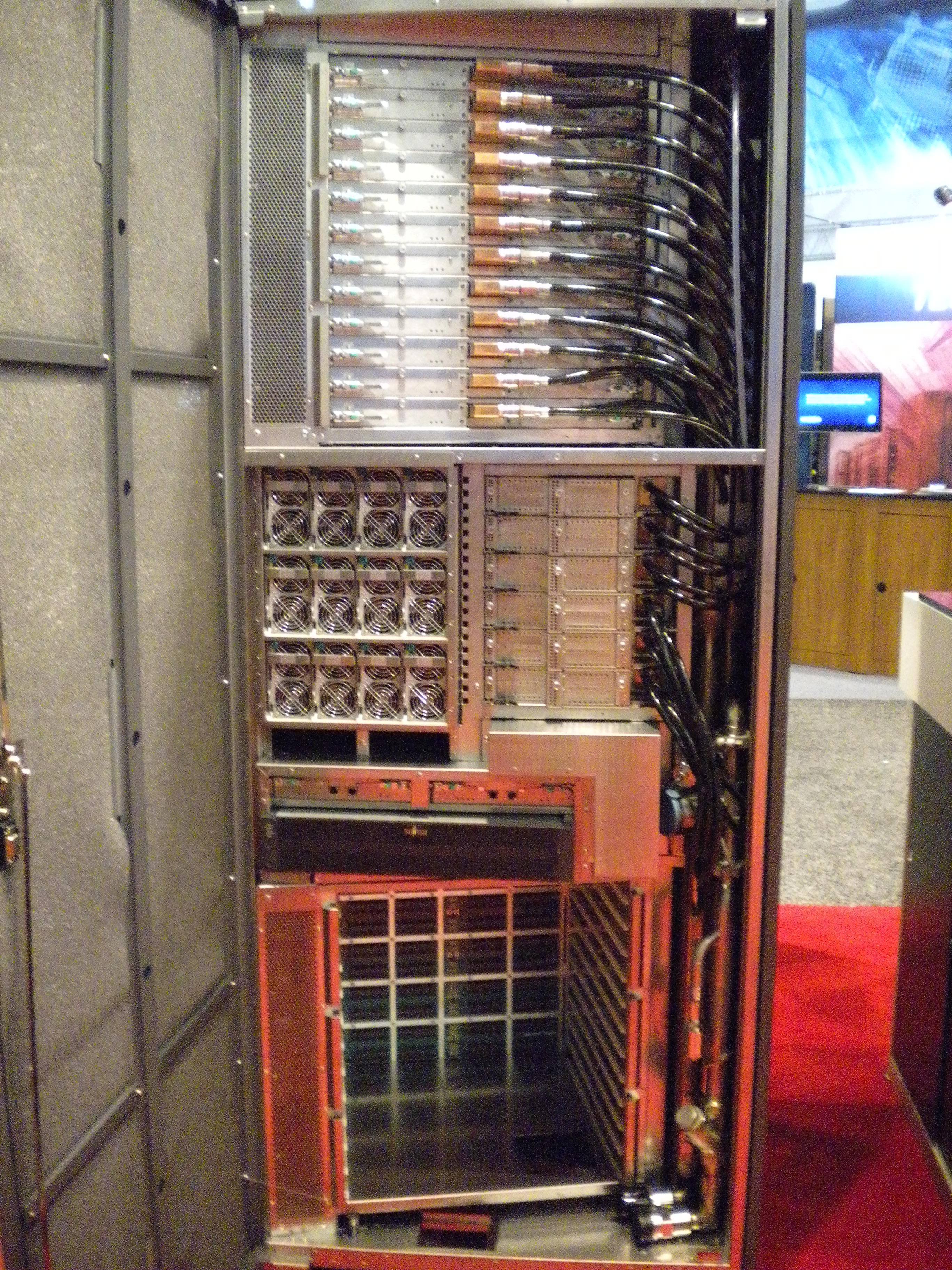
Um rack do supercomputador K

O Computador K, batizado com a palavra japonesa "kei" (京), que significa 10 quatrilhões (10.000.000.000.000.000),  é um supercomputador japonês capaz de desempenhar 10,51 quatrilhões de operações de ponto flutuante por segundo (10,51 Petaflops). Na edição de novembro de 2013 do ranking dos 500 supercomputadores mais rápidos do mundo mantida pelo projeto TOP500, K ocupava a quarta posição.
O computador, que começou a ser desenvolvido em setembro de 2010, ocupava a primeira posição da TOP500 em sua edição de junho de 2011, quando possuía uma capacidade de processamento de (8,16 Petaflops), ainda antes de ter a sua construção concluída. Após ter todos os seus 705,024 núcleos de processamento SPARC64 instalados, K manteve-se como o supercomputador mais poderoso do mundo, segundo a edição de novembro de 2011 da TOP500, quando era capaz de executar 10,51 quatrilhões de operações de ponto flutuante por segundo (10,51 Petaflops).
A capacidade máxima de processamento de 10,51 Petaflops é, contudo, apenas teórica. K foi construído pela empresa Fujitsu e está instalado no Instituto Avançado para Ciências da Computação RIKEN, na cidade japonesa de Kobe. Ele combina 88 128 CPUs SPARC64 VIIIfx, de 8 núcleos cada, operando a uma frequência de 2,0 GHz, em 672 Hacks. O sistema operacional é o Linux.
K teve sua capacidade de processamento superada por um outro sistema apenas em junho de 2012, quando perdeu a liderança da TOP500 para o supercomputador Sequoia, um sistema IBM BlueGene/Q instalado no departamento de energia do laboratório nacional Lawrence Livermore, dos EUA, capaz de atingir 16,32 Petaflops utilizando 1 572 864 núcleos de processamento.
Uma expansão do sistema para 864 racks estava planejada para novembro de 2012. Com esta expansão, o desempenho teórico do sistema aumentaria para 11,28 Petaflops.